# Hans Hyan
Hans Hyan (2 de junio de 1868 - 6 de enero de 1944) fue un artista de cabaret, escritor, periodista y guionista cinematográfico alemán, especializado en la creación de novelas de misterio.

## Biografía
Nacido en Berlín, Alemania, Hyan cursó estudios secundarios en Brandeburgo. En 1901 trabajó en Berlín en el cabaret Zur Silbernen Punschterine, abierto ese año, y que continuo hasta 1904.
Hyan era a la vez liberal y crítico social. Ello se reflejó en sus numerosas novelas de detectives a las que se dedicó más adelante. En ese ámbito, quizás su calidad literaria fue modesta. En total, a lo largo de su carrera Hyan escribió más de setenta títulos.
Además, también trabajó para el cine en los primeros años 1920, principalmente como guionista.
Sybille Buske se refiere a Hyan como un „reformador sexual“. Al parecer, Hyan habría contribuido al estudio de la homosexualidad.
Hans Hyan falleció en Berlín, Alemania, en 1944. Su legado se conserva en la Academia de las Artes de Berlín.

## Obra literaria
| - Spitzbuben, novela, 1899 - Die Flugmaschine, novela, 1901 - Der falsche Mandarin, novela, 1901 - Johannistrieb, novela, 1901 - Gold, novela, 1902 - Welt und Halbwelt, novela, 1902 - Lumpengesindel, novela, 1902 - Überbrettl, novela, 1903 - Mörder, novela, 1903 - Bilder aus dem Berliner Leben, novela, 1903 - Der schöne Meyer, novela, 1904 - Draga, novela, 1904 - Dufte Jungens, novela, 1904 - Ante mit'n Ast, novela, 1904 - Die beiden Knipser, drama, 1904 - Die kleine Kammer, drama, 1904 - Tausend Mark Belohnung, novela, 1905 - Armesünder, novela, 1906 - Roman einer Prinzessin, 1906 - Aus der Tiefe des Lebens, 1906 - Der Hauptmann von Köpenick, eine schaurig-schöne Geschichte vom beschränkten Untertanenverstande, libro de poemas ilustrado, 1906 - Ein genialer Schwindler, novela, 1906 - Der blasse Albert, cuentos, 1907 - Das Mädchen mit den 1000 Erinnerungen, cuentos, 1907 - Schwere Jungens, cuentos, 1907 - Erbschleicher, novela, 1907 - Spieler, novela, 1907 - Der Juwelenhändler, novela, 1907 - Der verlorene Sohn, novela, 1907 - Der Millionenschwindel: Ein Berliner Börsenroman, 1907 - Der neue Reichstag, poesía, 1907 - Der Hauptmann von Köpenick, poesía, 1907 - Kaschemmenwilly, poesía, 1907 - Der Fürst der Diebe und seine Liebe, poesía, 1907 - Die Spitzenkönigin, novela, 1908 - Der Mann mit den Gorillaaugen, novela, 1908 - Va banque, novela, 1908 - Sherlock Holmes als Erzieher, 1909 - Der Klapperstorch, poesía, 1910 - Die Verführten, novela, 1911 (Zahlreiche Auflagen) - Hüter der Unschuld, cuentos, 1911 - Försters Lene und andere Kriminal-Erzählungen, 1912 - Lehrer Mathiessen, novela, 1912 - Sternickel: Ein Verbrecherleben, 1913 - Schlossermaxe: Posse mit Gesang in 4 Akten, 1913 - 1000 Mark Belohnung, novela, 1913 - Der Polizeiagent und andere Kriminalgeschichten, 1913 - Der Giftmischer, historia de misterio, 1913 - Der gepfändete Bräutigam, 1914 | - Der Familienschmuck, historia de misterio, 1914 - Diana: Geschichten aus Busch und Heide, 1914 - Helden aus dem großen Krieg 1914/1915, 1915 - Die Edelsteinsammlung, novela, 1915 - Schwerter und Rosen, novela, 1915 - Die schöne Blonde, novela, 1915 - Das Abenteuer des Staatsanwalts, novela, 1915 - Zwischen Tag und Traum, novela, 1916 - Der Massenmörder und anderes, 1916 - Der große Unbekannte und andere Kriminalgeschichten, 1916 - Der Juwelenhändler, novela, 1917 - Der falsche Schein, cuentos, 1917 - Die Spitzenkönigin, novela, 1917 - Auf der Kippe, Geschichten aus der Großstadt, 1917 160 S. ab 23-32 Tausend 144 S - Aus vergessenen Akten, novela, 1918 - Verbrechen und Strafe im neuen Deutschland, 1919 - Feuer fiel vom Himmel, novela, 1919 - Berliner Gefängnisse, 1920 - Die nicht arbeiten wollen, novela, 1920 - Hüter der Unschuld, 1920 - Ich räche Dich!, novela, 1920 - Sündenbabel, novela, 1921 - Diabolus, novela, 1922 - Auf dem Asphalt und anderes, 1922 - Auf Leben und Tod, 1923 - Tiermenschen, 1924 - Der Brandstifter, novela, 1924 - Galgenvögel, historias, 1924 - Massenmörder Fritz Haarmann, 1924 - Der Kavalier mit der Tuberose, novela, 1925 - Der Rächer, 1925? - Fiffi und Hektor: Ein Handbuch für Hundefreude. Alle Rassen, wie man sie pflegt, erzieht und nährt, 1927 - Ein phantastischer Lügner, novela, 1927 - Der Kriminalhund und seine Leistungen, 1927 - Die flammende Nacht, novela, 1928 - Feuer!, novela, 1928 - Ich finde dich, novela, 1928 - Die Somnambule, novela, 1929 - Strafsache van Geldern, novela, 1930 - Sexualmörder in Düsseldorf, 1930? - Fahrende Leute, novela, 1931 - Der Gang unter der Erde, novela, 1933 - Der Tod der Tänzerin, novela, 1935 - Die Rosen von Waldau, novela, 1935 - Der König der Manege, novela, 1938 - Eines Tages kommt das Glück, novela, 1938 - Das Rätsel von Ravensbrok, novela, 1943 - Mord im Bankhaus Lindström, 1949? |

## Guionista
- 1916: Das Licht im Dunkeln